# ハディ・サエイ

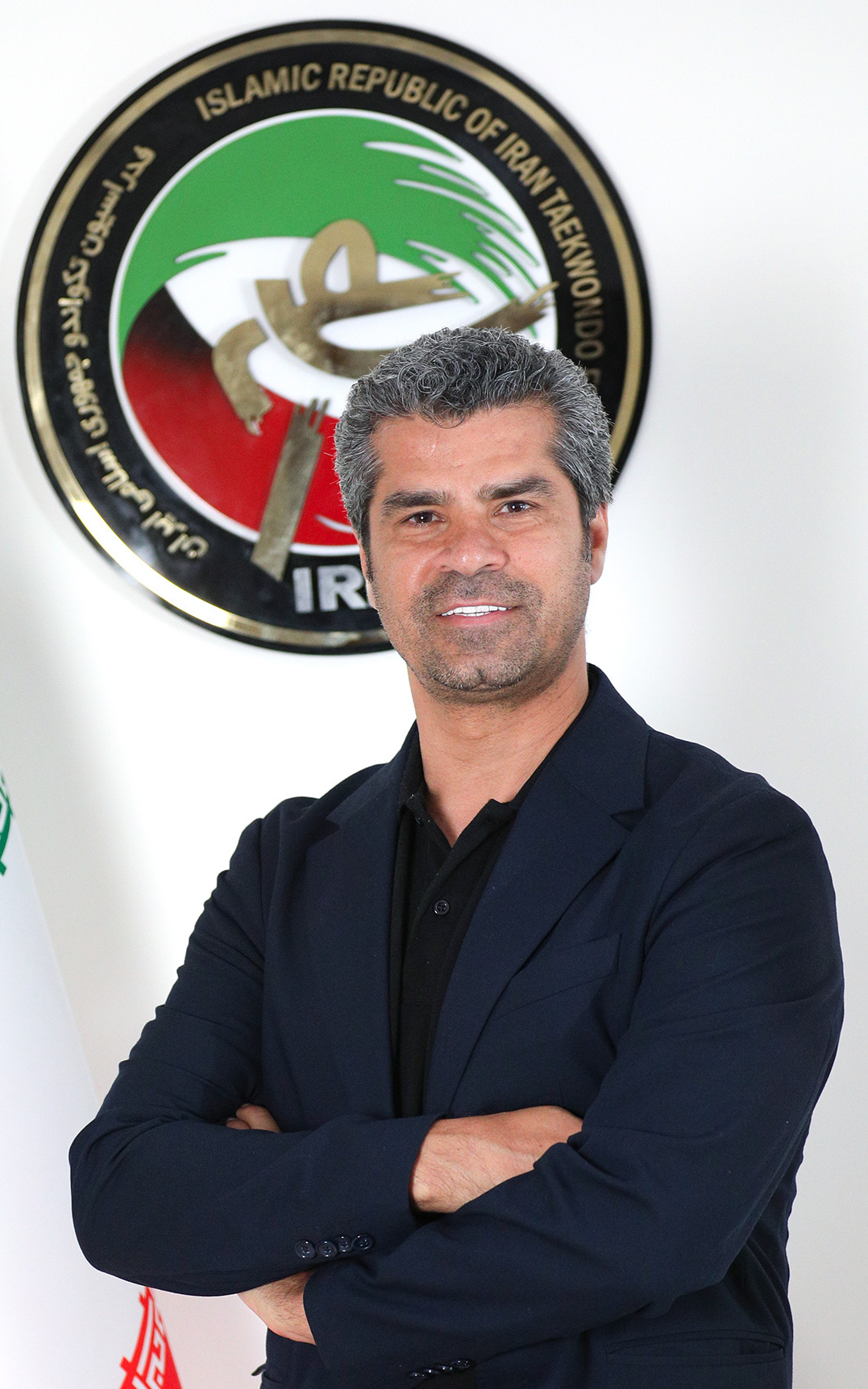
ハディ・サエイ

ハディ・サエイボネコハル（ペルシア語: هادی ساعی بنه‌کُهل, Hadi Saei Bonehkohal,1976年7月10日 - ）は、イラン・テヘラン生まれのテコンドー選手。2004年のアテネオリンピックで男子68キロ級（フェザー級）で金メダルを獲得し、2008年の北京オリンピックでも80キロ級で金メダリスト。2000年の2000年シドニーオリンピックでは68キロ級の銅メダルを獲得した選手である。
彼は72キロ級（ライト級）でも競技しており、1999年の世界選手権で優勝し、2003年の世界選手権でも銀メダルを獲得している。
彼の故郷であるバムが2003年に地震で大きな被害を受けたときには、サエイは彼のメダルを地震の被害者への資金のためにオークションに出品した。2006年の地方選挙でテヘランの市議会メンバーに選ばれた。